# Филипа д'Авен
Филипа д'Авен, по-известна като Филипа дьо Ено (на френски: Philippe d'Avesnes или Philippe de Hainaut; на английски: Philippa of Hainault; * 24 юни 1311; † 15 август 1369), е графиня на Ено и кралица на Англия (1328 – 1369), съпруга на крал Едуард III.

## Произход
Родена е на 24 юни 1311 г. в Валансиен, Фландрия (дн. Франция). Дъщеря на Вилхелм III д'Авен, херцог на Ено, и Жана дьо Валоа, внучка на френския крал Филип III.

## Кралица на Англия
На 24 януари 1328 г. Филипа се омъжва за английския крал Едуард III. За разлика от предшественичките си Филипа не води голяма свита чужденци и така печели симпатиите на англичаните.
През 1333 г. придружава съпруга си в експедицията му срещу Шотландия, а през 1338 – 1340 – и във Фландрия, където Филипа прави впечатление със своята благост и милосърдие. Няколко пъти Филипа управлява Англия като регент на съпруга си, докато той е зает с войната на континента.
Филипа дьо Ено умира на 15 август 1369 г. в замъка Уиндзор, вероятно от воднянка. Погребана е в Уестминстърското абатство.

## Легенда и изкуство
В паметта на народа, Филипа остава като добросърдечна жена, свързана с легендата за помилването на шестте знатни граждани на Кале (1346), които Едуард пощадява от екзекуция, поддавайки се на увещанията на своята бременна съпруга. Според Жан Фроасар, преди това, Едуард е обещал да пощади живота на обсадените жители на града ако се предадат, но му изпращат шестима от най-изтъкнатите си граждани, за да бъдат екзекутирани.
Скулпторът Огюст Роден прави знаменитото извайване на героите от тази легенда през 1889 година за френският град Кале.

## Деца
Филипа ражда на Едуард 14 деца, девет от които успява да надживее:
- Едуард Черния принц (1330 – 1376)
- Уилям Хотфилд (1337)
- Лайънъл Антверпенски , първи херцог на Кларънс (1338 – 1368)
- Джон Гонт, първи херцог на Ланкастър (1340 – 1399)
- Едмънт Лангли, първи херцог на Йорк (1341 – 1402)
- Томас Уиндзор (1347)
- Уилям Уиндзор (1348) – умира от чума
- Томас Удсток, първи херцог на Глостър (1355 – 1397)
- Изабела Английска (1332 – 1382)
- Жана дьо Куси – умира от чума в Бойон.
- Бланш Плантагенет (1342)
- Мери Плантагенет (1344 – 1362)
- Маргарет Плантагенет (1346 – 1361)
- Жана Плантагенет (1351)